# ギンコトキシン
ギンコトキシン（英語: Ginkgotoxin）とは、4'-O-メチルピリドキシンとも呼ばれ、イチョウによって生合成される神経毒である。ギンコトキシンは、ビタミンB6（ピリドキシン）と構造的に拮抗する抗ビタミンで、てんかん発作を誘発し得る。

## 存在
ギンコトキシンは、イチョウの種子、即ち、銀杏に含まれるが、イチョウの葉にも微量、含まれる。イチョウの種子はそのまま摂取できるのに対して、イチョウの葉は栄養補助食品の原材料として使用される。
日本国内の8つの異なる場所から採取されたイチョウの種子について液体クロマトグラフィーで分析したところ、１グラムの種子中に0.173mgから0.4mg のギンコトキシンが観測された。種子中のギンコトキシン濃度は季節によって変動し、８月に最大となる。
ギンコトキシンは、アルビジア属の植物も産生する。しかし、アルビジア属の植物は人間の食用に供されていないため、ギンコトキシンの生成は問題とされていない。

## 生合成
生合成の第１段階では、Pdx1とPdx2とからなるシンターゼ複合体の存在下でリブロース5-リン酸とジヒドロキシアセトンリン酸とが反応し、ピリドキサールリン酸を生成する。第２段階では、脱水素酵素の存在下でヒドリドを除去してピリドキシンを生成する。最終段階では、ピリドキシンをO-メチル化して4'-O-メチルピリドキシン（ギンコトキシン）を生成する。

## 毒性
市販品による食中毒のいくつかの事例が報告されている。ただ、銀杏の摂取による中毒の方が、より懸念される。実際、特に子供が銀杏を食べ過ぎると、意識不明、痙攣が起こる事が有り、死に至る場合も有り得る。ギンコトキシンは、構造的にビタミンB6に良く似ている。ギンコトキシンは、哺乳類のピリドキサールキナーゼの活性を減少させる事によって、ビタミンB6の活性化を阻害する事が示唆されている。活性化ビタミンB6の減少は、グルタミン酸脱炭酸酵素の活性の低下につながり、GABAの生合成を阻害する。次に、神経伝達物質の興奮と抑制の間に不均衡が発生する。これが、てんかんの発作を引き起こす。ギンコトキシンの毒性は、ビタミンB6のサプリメントを摂取することによって緩和できる。